# Trudove, Voznesensk
Trudove (în ucraineană Трудове) este localitatea de reședință a comunei Trudove din raionul Voznesensk, regiunea Mîkolaiiv, Ucraina.

## Demografie
Componența lingvistică a localității Trudove
     Ucraineană (91,01%)
     Română (5,06%)
     Rusă (3,37%)
Conform recensământului din 2001, majoritatea populației localității Trudove era vorbitoare de ucraineană (91,01%), existând în minoritate și vorbitori de română (5,06%) și rusă (3,37%).